# Raanes
Raanes (Rhahan) foi um oficial sassânida do final do século VI e começo do VII, ativo durante o reinado do xá Cosroes II (r. 590–628). Sua existência é questionada.

## Vida

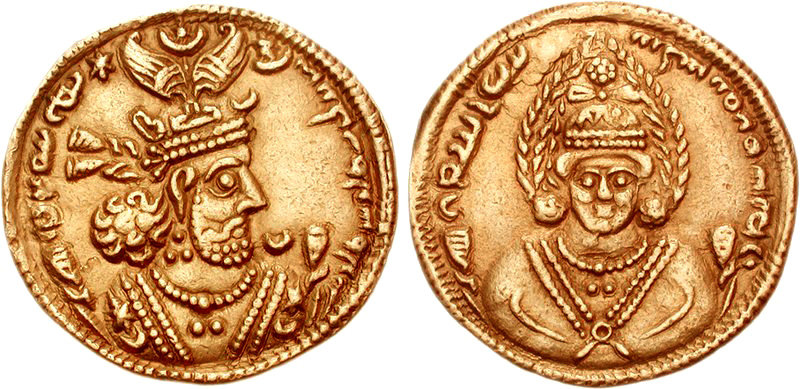
Dinar de r.

Sua existência é atestada apenas na História de Taraunitis de João Mamicônio, obra considerava como não confiável, e autores como Christian Settipani questionam sua existência. Aparece no início do reinado do imperador Focas (r. 602–610) quando é enviado por Vactangue como comandante de 6 000 homens contra Vaanes II, o Lobo em Muxe. Cientes de sua aproximação, locais dizem a Vaanes: "Raanes está vindo contra você com 6 000 tropas." Então Vaanes dirige-se à noite contra eles, que estavam acampados em Cemaque, e atacou-os. Foram incapazes de conter os cavalos, pois o filho de Vaanes, Simbácio I, estava entre eles e soltou 4 000 cavalos. Vaanes os fez cruzar para o outro lado do rio Arasani e levou-os a Astianena. Eles doaram 200 cavalos da primeira vitória como parte da igreja no mosteiro de Glaco, pois esse era seu lar patrimonial, e ele fora batizado lá. Então Vaanes levou os persas aos pântanos e matou muitos deles, feriu muitos e afogou 200 homens naquele pântano. Vaanes e outros príncipes armênios então reuniram suas forças contra os persas. Ele reuniu 8 000 homens e o exército conjunto foi deixado sob seu comando.
No entanto, dividiu e deixou tenentes em todos os lugares. Isso deu a ele 3 000 homens naquele dia. O príncipe de Astianena causou grande massacre lá e se apressou em decapitar Raanes e colocar as tropas em fuga. Assediou-os até que pediram que parasse e prometeram pagar-lhes impostos. Mas Vaanes disse: "Dê-nos a cabeça de Raanes e nós deixaremos você ir." E os soldados persas em muita ansiedade procuraram a cabeça, mas não conseguiram encontrá-la. Porém, prenderam o filho de Raanes, Va, e o entregaram a Vaanes. Agora o príncipe de Astianena avançou e disse: "Ou nos dê a cabeça de Raanes ou nos dê 30 000 daecans". E eles deram os 30 000 daecans e se viraram para ir embora. Quando Vaanes viu que todos estavam partindo, ficou cheio do zelo por Deus, atacou e começou a destruí-los. Os persas gritaram, dizendo: "Oh mentiroso, por que você se volta à batalha?" Os armênios os levaram à planície e causaram um grande massacre. Menos de 500 homens fugiram e foram para Vactangue e lhe contaram o que havia acontecido.